# Dominik Flade
Dominik Flade (* 1992) ist ein deutscher Schauspieler. Seit 2019 spielt er gelegentlich Nebenrollen in deutschen Fernsehserien. In der Daily Soap Alles was zählt spielte er seit 2020 bis 2024 die Hauptrolle Yannick Ziegler. Im gleichen Jahr beendete er erfolgreich seine Schauspielausbildung an der Freien Schauspielschule Hamburg.

## Filmografie
- 2020–2024:Alles was zählt (Fernsehserie; als Yannick Ziegler)
- 2021: Die Wiederkehr
- 2023: Rentnercops (Folge: Das Krimidinner, Fernsehserie)
- 2025: Die Landarztpraxis